# Dolenje pri Jelšanah
Dolenje pri Jelšanah je naselje u slovenskoj Općini Ilirskoj Bistrici. Dolenje pri Jelšanah se nalazi u pokrajini Notranjskoj i statističkoj regiji Notranjsko-kraškoj. 

## Stanovništvo
Prema popisu stanovništva iz 2002. godine naselje je imalo 203 stanovnika.